# Agrilus chekiangensis
Agrilus chekiangensis (лат.) — вид узкотелых жуков-златок.

## Распространение
Китай, Япония.

## Описание
Длина узкого тела взрослых насекомых (имаго) 3,6—5,7 мм. Отличаются чёрным цветом в спинной части, дуговидной апикальной частью надкрылий; угловатыми боками эдеагуса. Переднегрудь с воротничком. Боковой край переднеспинки цельный, гладкий. Глаза крупные, почти соприкасаются с переднеспинкой. Личинки предположительно развиваются на различных лиственных деревьях. Встречаются с мая по июль на высотах от 600 до 2000 м. Валидный статус был подтверждён в ходе ревизии, проведённой в 2011 году канадскими колеоптерологами Эдвардом Йендеком (Eduard Jendek) и Василием Гребенниковым (Оттава, Канада).